# بوینتون-اوکوود هایتس (دیترویت)
بوینتون-اوکوود هایتس (به انگلیسی: Boynton–Oakwood Heights) یک منطقهٔ مسکونی در ایالات متحده آمریکا است که در دیترویت واقع شده‌است. بوینتون-اوکوود هایتس ۸٬۲۱۰ نفر جمعیت دارد و ۱۷۸٫۳۱ متر بالاتر از سطح دریا واقع شده‌است.